# Mario Hermoso Canseco
Mario Hermoso Canseco (Madrid, 18 de juny de 1995) és un futbolista professional madrileny que juga com a defensa central a l'AS Roma. És internacional amb la selecció espanyola.

## Trajectòria

### Categories inferiores del Reial Madrid
Mario Hermoso va començar en l'equip blanc el 2006, amb només 11 anys, després d'arribar de l'Escola de Futbol de Concepción on va estar des de l'any 2002. Va començar jugant d'extrem esquerre, però amb el pas dels anys va endarrerir la seva posició per ser lateral esquerre. Va passar pels equips aleví, cadet i juvenil del Reial Madrid i, a la temporada 2014-2015, va jugar al Reial Madrid C. D'altra banda, el 27 de setembre de 2012 va debutar amb el primer equip del Reial Madrid en un amistós davant el Millonarios de Bogotá.

### Real Valladolid
El 16 de juliol de 2015 el Reial Valladolid va obtenir la seva cessió durant una temporada. Amb l'equip val·lisoletà va disputar 31 partits a Segona Divisió.

### Reial Madrid Castella
Durant la campanya 2016-17 va ser un dels centrals titulars del filial blanc, arribant a disputar 33 partits (tots com a titular).

### RCD Espanyol
De cara a la temporada 2017-18 es va incorporar a l'Espanyol, amb el qual va signar un contracte de tres temporades. En la seva primera campanya va disputar 24 partits.

### Atlético de Madrid
El 18 de juliol de 2019, el Club Atlètic de Madrid va anunciar la seva incorporació al club blanc-per a les següents cinc temporades. por un total de 25 millones d'euros más variables convirtiéndose en la segunda venta más cara del club periquito en su historia.

## Internacional
Ha estat internacional amb la selecció espanyola sub-19.
El 9 de novembre de 2018 va ser convocat per Luis Enrique per als dos partits que disputaria la selecció espanyola aquell mateix mes contra Croàcia i Bòsnia. El 18 de novembre va debutar com a titular en un amistós davant Bòsnia i Hercegovina a l'Estadi de Gran Canària.

## Palmarès
Atlético de Madrid
- 1 Lliga espanyola: 2020-21